# Успенская церковь (Муром)
Храм Успения Пресвятой Богородицы (Успенская церковь) — приходской православный храм в городе Муроме в составе Муромского благочиния Муромской епархии Русской православной церкви.

## История
Церковь впервые упоминается в Сотной выписи Мурома 1574 года. Согласно источникам, на Успенской улице находился «двор владыки Рязанского». В Писцовой книге 1636/1637 года о храме сообщается: «да за осыпью в Успенской улице церковь Успения Пресвятой Богородицы древяна клетцки с папертью, да два придела великого чудотворца Николы и другой придел святых жен мироносиц … другая теплая церковь Богоявление Господа Бога и Спаса нашего Иисуса Христа древяна улетцки. А церкви и в церквах все церковное строение московских гостей Смирнова да ТретьякаМикитиных детей Судовщикова». Других сведений об этих церквах до конца XVIII века не сохранилось.
В 1790 году на средства муромского купца Д. И. Лихонина вместо двух деревянных церквей был построен каменный храм с двумя престолами: главный в честь Успения Пресвятой Богородицы, а в приделе — в честь великомученика Димитрия Солунского — небесного покровителя купца, который финансировал строительство.
В 1829 году была перестроена трапезная Успенской церкви, а в 1835 году построена каменная колокольня.
В 1923 году церковь была закрыта, а действовавший придел упразднён в 1940 году.
В 1997 году храм был возвращён Владимиро-Суздальской епархии. В 2013 передан в воссозданную Муромскую епархию.

## Духовенство
- Настоятель храма — Протоиерей Алексий Ганченко
- Протоиерей Игорь Суржик
- Диакон Евгений Нарыжнов[2]